# مكتبة السودان
مكتبة السودان هي جزء من مكتبة جامعة الخرطوم. وهي بمثابة المكتبة الوطنية للسودان وهي أيضا جامعة مكتبة البحوث.
مكتبة السودان مستودع لكل المنشورات في السودان منذ إقرار الإيداع القانوني في عام 1966. وتعنى المكتبة أيضا بجمع أعمال الكتاب السودانيين والمنشورات التي تتحدث عن السودان في الخارج. دليلها يمثل بأثر رجعي الببليوغرافيا الوطنية.